# Rouffignac-de-Sigoulès
Rouffignac-de-Sigoulès è un comune francese di 321 abitanti situato nel dipartimento della Dordogna nella regione della Nuova Aquitania.

## Origini del nome
Rouffignac-de-Sigoulès, era un tempo chiamata Rouffignac par Monbazillac, soprattutto per esigenze del servizio postale. Rouffignac venne chiamata « de Sigoulès » per distinguerla da un paese omonimo nel Périgord nero, l'attuale comune di Rouffignac-Saint-Cernin-de-Reilhac. Nel 1713, il villaggio si chiamava Rouffignac-en-Périgord.
Su una carta del XVII secolo, Militaria Gallica, era indicata come Rofignac mentre tra i fondi della signoria di Bridoire si trova il nome Rouffinhac.
Esistono varie ipotesi sull'esatta l'origine del nome. La prima è che derivi dal nome gallo-romano Rufinius con il suffisso -acum, che significa quindi "[luogo appartenente] a Rufinius".
La seconda è che in epoca romana si chiamasse Rufiniacum, dal nome di Flavio Rufino (335-395), prefetto del pretorio sotto Teodosio I. L'ultima ipotesi è che il nome derivi dai termini roffie o raufie che indicano una grotta, una caverna e per estensione dei ripari nascosti nei boschi o nelle cavità rocciose, dato che vicino alla città esiste effettivamente una grotta.
In lingua occitana, il comune viene chiamato Rofinhac del Sigolés

## Società

### Evoluzione demografica
Abitanti censiti